# Cotinis boylei
Cotinis boylei är en skalbaggsart som beskrevs av Michael A. Goodrich 1966. Cotinis boylei ingår i släktet Cotinis och familjen Cetoniidae. Inga underarter finns listade i Catalogue of Life.